# Чемпионат мира по борьбе 1911
В 1911 году чемпионат мира по греко-римской борьбе прошёл 25-28 марта в Гельсингфорс (Великое княжество Финляндское, Российская империя).

## Общий медальный зачёт
| Место | Страна                        | Золото | Серебро | Бронза | Всего |
| ----- | ----------------------------- | ------ | ------- | ------ | ----- |
| 1     | Великое княжество Финляндское | 5      | 3       | 5      | 13    |
| 2     | Швеция                        | 0      | 2       | 0      | 2     |
| Всего | Всего                         | 5      | 5       | 5      | 15    |

## Медалисты

### Греко-римская борьба (мужчины)
| Категория   | Золото            | Серебро           | Бронза                |
| ----------- | ----------------- | ----------------- | --------------------- |
| До 60 кг    | Антти Хювёнен     | Херман Парикка    | Вильгельм Лехмусвирта |
| До 67 кг    | Нестори Туоминен  | Густаф Мальмстрём | Пауль Тиркконен       |
| До 73 кг    | Эмиль Вяре        | Теодор Тиркконен  | Альфред Салонен       |
| До 83 кг    | Альфред Асикайнен | Андерс Альгрен    | Арво Лумме            |
| Свыше 83 кг | Юрьё Саарела      | Адольф Линдфорс   | Алекс Ярвинен         |